# Athis (Belgique)
Pour les articles homonymes, voir Athis.
Athis est une section de la commune belge de Honnelles située en Région wallonne dans la province de Hainaut.
C'était une commune à part entière avant la fusion des communes de 1977.

## Toponymie
Le nom de la commune est attesté sous diverses formes au cours du temps.
- Au XIe siècle : Astices (année 1018, diplôme de l’empereur Henri-le-Noir).
- Au XIIe siècle : Astigioe, Asticies, Astices, Altiches, Attiches, Astiches (année 1110, charte d'Odon, évêque de Cambrai ; année 1119, bulle du pape, Calixte II ; année 1183, bref du pape Lucius III ; année 1190, Annales de l'abbaye de Saint-Ghislain ; année 1190, bref des papes Innocent et Urbain III).
- Au XIIIe siècle : Astices.
- Au XVe siècle : Astiches.
- Au XVIIIe siècle : Athise, Athies, Attiche(s).

Depuis le XIXe siècle, le nom est Athis.
Athis est issu du bas latin Ategia, d'origine gauloise, qui signifie « cabane, maisonnette ».
Cette commune s'est élevée dans la Charbonnière (la Forêt Charbonnière), des bûcherons y auront établi leurs loges lesquelles, en se multipliant, auront insensiblement formé une petite agglomération (Attiches, en département du Nord, a la même signification et probablement la même origine).
Des tombes gallo-romaines ont été découvertes dans divers points du territoire d'Athis.

## Géographie
Ancienne commune indépendante, la plus orientale du Haut Pays, Athis est depuis 1977 une entité de la commune de Honnelles, dans la province de Hainaut. Située sur une élévation de 118 m d’altitude au niveau de l’église Saint-Ursmer, Athis se trouve à 4 km de Dour, à 19,5 km de Mons et à 1,5 km d’Erquennes, et occupe une superficie de 263 hectares : son terrain est inégal et se compose de sols argileux et rocailleux. La bourgade est traversée par un cours d’eau : le ruisseau (riviérette) du Pont Favart (ou Ruisseau de la Paturette).

## Évolution démographique
- Sources : INS, Rem. : 1831 jusqu'en 1970 = recensements, 1976 = nombre d'habitants au 31 décembre.

## Histoire

### Chronologie des seigneurs d'Athis depuis 1179
Depuis le Moyen Âge, la seigneurie d'Athis, en prévôté de Mons, était un fief qui relevait directement du comte de Hainaut.
La seigneurie d’Athis (anciennement, Attiches) à son origine, a appartenu à une famille qui en portait le nom. Elle passa par mariage dans les familles d’Auberchicourt, de Luxembourg, d’Enghien, de Saint-Pol, de Bourgogne, de Clèves, de Hennin-Liétard, de Boussu, de Roisin, de Bousignies (Busignies), de le Tenre, et de Reding. Cette dernière famille la possédait jusqu’à la Révolution.
- Année 1179 : Rainier ou, Reinier d’Attiches, chevalier, vivait encore en 1190[5]. Il assista comme témoin en l’année 1179 et signant la charte, à un asservissement de quelques serfs, fait à l’abbé de Saint-Ghislain par Noble homme Gossuin de Ville[6]. Malgré moult recherches, nulles traces des origines familiales et armoiries dudit Rainier ne furent rencontrées.
- Année 1190 : Hugues d’Attiches, chevalier, fut aussi témoin d’une charte de l’abbé de Saint-Ghislain[7]. Il était seigneur d’Attiches à cette date.
- Année 1277 : Jean d’Astices, cité dans un cartulaire du Hainaut[8].
- Année 1277 : Robert d’Athis, écuyer, en 1277 et 1284[9].
- Années 1350-1350 : Guillaume d’Astiches, chevalier, seigneur dudit lieu d’Astiches, fut père d’une fille nommée Marguerite d’Astiches, qui épousa vers 1350, Eustache d’Auberchicourt[10], fils de Gilles d’Auberchicourt, , écuyer, bailli de Busigny, de Prémont, etc., et d’Agnès de Louvegnies[11]. Par ce mariage, cette ancienne et puissante famille d'Auberchicourt, originaire de l’Ostrevant hainuyer, devint seigneur d’Athis.
- Année 1400 : Jean d’Athis, écuyer, épousa Jeromette de (la) Fontaine-Wicart[12]. Après cette époque, il n’est plus fait mention de la famille d’Athis.
- Année 1410 : Pierre de Luxembourg, seigneur d'Enghien, comte de Conversan, seigneur d’Athis. En sus de la seigneurie d’Athis, il fit hommage au comte de Hainaut pour les fiefs de : Aulnoy, Fayt (Fayt-le-Franc), Onnezies, Montignies (-le-Roc), et Poix (Poix du Rœulx)[13]
- Année 1415-1416 : le fief d’Athis avec ceux d’Aulnoy, Fayt (Fayt-le-Franc), Onnezies, et Poix (Poix du Rœulx) passèrent en diverses mains d’une même famille : celle de Luxembourg. (Cependant, à cette époque, le fief de Montignies (-le-Roc) n’est plus mentionné parmi ces fiefs, hérités au sein de cette famille.)[14]
- Année 1419 : Isabeau d’Enghien, dame d’Athis reçut par héritage, après avoir relevé et fait hommage au comte de Hainaut, les seigneuries et fiefs d’Athis, Aulnoy, Fayt (Fayt-le-Franc), Onnezies, Montignies (-le-Roc), et Poix (Poix du Rœulx)[4].
- Année 1448 : le fief d’Athis avec ceux d’Aulnoy, Fayt (Fayt-le-Franc), Onnezies, Montigny (-le-Roc) et Poix (Poix du Rœulx) repassèrent progressivement en les mains de Louis de Luxembourg, comte de St.-Pol, Claire d’Enghien s’en réservant les usufruits[15].
- Année 1452 : Monseigneur Louis de Luxembourg, comte de St.-Pol, devint le nouveau seigneur d’Athis. Tel ses prédécesseurs, il fit hommage au comte de Hainaut, pour les seigneuries et fiefs d’Athis, Aulnoy, Fayt (Fayt-le-Franc), Onnezies, Montignies (-le-Roc), et Poix (Poix du Rœulx)[16].
- Année 1474 : toujours Louis de Luxembourg, comte de St.-Pol, seigneur d’Athis. Il détenait également les fiefs et seigneuries d’Aulnoy, Fayt (Fayt-le-Franc), Onnezies, Montignies (-le-Roc), et Poix (Poix du Rœulx)[17].
- Année 1475 : le duc de Bourgogne, Charles le Téméraire, seigneur d’Athis.
- Année 1509 : Philippe de Clèves, comte de Ravestein, seigneur d’Athis.
- Année 1524 : le sire d’Enghien, seigneur d’Athis.
- Année 1534 : Marie de Luxembourg, duchesse de Vendôme, dame d’Athis.
- Année 1540 : Jean de Hennin, comte de Boussu, seigneur d’Athis.
- Année 1570 : Eléonore de Hennin-Liétard[18], fille du comte Jean de Boussu, dame d’Athis, épousa Baudry, baron de Roisin, seigneur d’Angre. Elle décéda au château de Roisin et, fut inhumée dans la chapelle sépulcrale joignant l’église de cette localité, où l’on voit son tombeau[19].
- Année 1593 : Jean de Roisin, frère dudit Baudry, hérita de celui-ci de la seigneurie d’Athis. Il décéda en 1607 à Château-Thierry[20].
- Année 1610 : À cette époque, la seigneurie appartenait à Jean de Beuzegnies[21], seigneur de Laval et d’Athis, lequel épousa en 1584 Jeanne de Mainsent[22], fille d’Etienne de Mainsent, seigneur de Montignies-le-Roc[23]. Jean de Buzegnies, épousa en secondes noces[22], Susanne Vanderhaegen. Cette dernière décéda le 11 juin 1647 et fut inhumée à Sainte-Waudru de Mons[24]
- Année 1625 : Famille Deltenre ou, Deletenre[25]: Jean (-Baptiste) Deletenre seigneur d'Horruette (-lez Enghien) fut l'époux de Marguerite de Busignies dame d'Athis (fille de Jean de Busignies, receveur général des aides et subsides de Hainaut, et de sa deuxième épouse Suzanne Vanderhaegen)[26]. Le dit Jean-Baptiste de le Tenre, décédé et inhumé le 25/9/1644 en la Collégiale Ste-Waudru de Mons[27], était le fils d'Antoine de le Tenre et de Marie le Brun.
- Année 1657 : Antoine-Ignace de le Tenre (Deletenre)[28], seigneur d’Athis, épousa (en premières noces) Jolente Payen ; ils furent tous deux inhumés à Athis (leurs épitaphes se rencontrent dans l’église d'Athis.)[29] En secondes noces, ledit Antoine-Ignace avait épousé, Dame Claire Thérèse de Lattre dame de Warin.
- Année 1680 : Mademoiselle Térèse Ernestine-Agnès Deletenre, dame d’Athis, née le 4/4/1672[22], était la fille d’Antoine-Ignace de le Tenre et de sa deuxième épouse, Claire-Thèrèse de Lattre. Elle épousa Henri Sébastien de Reding, capitaine des Gardes suisses[30]. Décédés tous deux à Athis, ils furent inhumés dans l’église (voir l'épitaphe dans l'église d'Athis)[31] Le couple aura deux filles : Marie-Thérèse de Reding, née le 16/2/1697[32] et, Justine-Henriette de Reding, née le 5/8/1698[33].
- Après 1700 : Marie-Thérèse de Reding, dame d’Athis de Varin et Lacroix (Belg.). Elle épousa en 1718, François-Antoine baron de Reding de Biberegg (alias, Franz Anton von Reding)[34], né le 3.3.1691 à Schwytz et décédé le 28.10.1763 à Valenciennes (fils de Josef Anton von Reding von Biberegg, baron de Meyrueis (Cévennes), chevalier de St.-Michel, Colonel au service de la France et de la Savoie, et capitaine de la Mark et de son épouse, Marie-Elisabeth de Céberg.)[35] En 1739, ledit baron François Antoine de Reding, renouvela le cartulaire de la terre et seigneurie d’Athis : le renouvellement de ce cartulaire servant à la perception du droit seigneurial de 7 liards la livre sur le prix de chaque vente[36] En pairie de Silly, en date du 17/02/1724, Messire François-Antoine de Reding baron de Meyrueis, releva au nom de Marie-Thérèse Joseph de Reding, son épouse, le fief de Waurein (Varin, ou Warin) à Horrues, tenu précédemment par Demoiselle Marie-Justine Redincq (de Reding), sa belle-sœur[37].
- Année 1763 : Charles-Auguste de Reding, seigneur d’Athis. En pairie de Silly, précédemment, en date du 27/04/1758, ledit baron de Reding, releva le fief maternel et ancestral de Waurein (Varin, ou, Warin) à Horrues[37].
- Année 1790 : Eléonore de Reding, dame d'Athis, décédée en 1812[38]
- XIXe siècle : le château et une partie des biens de la seigneurie d’Athis sont la propriété de Madame de Thysebaert, née de Royer[39].
- Un ex-libris aux armes (trois paniers hansés avec deux anges servant de tenants et une couronne de baron (français) avec mention  de la Bibliothèque d'Athis orne un livre de la fin du XIXe siècle.

### Les seigneuries d’Attiches
Il y eut, au moins, trois seigneuries d’Attiches dans les Pays-Bas bourguignons devenus par après, Pays-Bas espagnols. Ces seigneuries ne doivent pas être confondues entre elles :
- - L’une, sise dans la partie du Hainaut demeurée belge est actuellement nommée Athis et formait une commune du canton de Dour : aujourd’hui, elle est l’une des entités, (depuis 1977, lors de la fusion de quelques communes), composant la commune de Honnelles. C’est celle-ci qui nous intéresse dans le cadre de nos recherches.
  - La deuxième est en pays de Pèvele, dans la Flandre wallonne, canton de Pont-à-Marcq, arrondissement de Lille (auj., département du Nord, France).
  - Et enfin, la troisième, de moindre importance, gisant à Bourghelles, est située non loin de la deuxième (auj., département du Nord, France).

Une particularité assez extraordinaire qu’offraient les deux communes d’Attiches (Athis en Hainaut belge et, Attiches en pays de Pèvele, en Flandre wallonne), c’est que celle restée belge possédait un château nommé le Plouich, et que celle devenue française, était fief vicomtier et pairie du Château du Plouich à Seclin. Cette dernière était tenue du châtelain de Lille à 10 livres de relief, et comprenait un manoir sur motte, 23 bonniers et 900 verges de terre, avec une grange où le Chapitre de Seclin devait « enclore » ses dîmes d’Attiches à charge d’en abandonner une partie au seigneur dudit Attiches, des rentes et deux hommages.

### La juridiction d’Athis était partagée en plusieurs seigneuries
Plusieurs seigneuries se départageaient l’entité juridictionnelle d’Athis : elles détenaient chacune leur propre échevinage avec un greffe scabinal.
- La seigneurie de Quentin d’Audregnies: en 1427, l’échevinage de cette seigneurie, ayant son propre greffe scabinal, se composait comme suit : Jehans Douchove, mayeur ; Jehans Bisés, Jehans Bourlars , Jacquemart d(o)u Buisson et Jehans de Hon en étaient les échevins.
- La seigneurie des Communs seigneurs: en 1439, l’échevinage de cette seigneurie, ayant son propre greffe scabinal, se composait comme suit : Jacquemart d(o)u Buisson, mayeur ; Jehans Bourlars, Jehan li Comtes, Collars Ballés et Jehan Lagaus en étaient les échevins.
- La seigneurie de l’abbaye de Saint-Ghislain: en 1550, l’échevinage de cette seigneurie, ayant son propre greffe scabinal, se composait comme suit : Toussaint Grigoire (Grégoire), mayeur ; Jehan Blareau, Hubert du Buisson, Jehan de Werchin et Nicaise Willemart en étaient les échevins.
- La seigneurie du Ploych: Cfr., à la rubrique qui suit.
- La seigneurie de Monseigneur de Boussu, seigneur d’Athis: en 1549, l’échevinage de cette seigneurie, ayant son propre greffe scabinal, se composait comme suit : Vaast Jenart, mayeur ; Jehan de Werchin, Jehan Blareau, Noël Stiévenart et Hubert du Buisson en étaient les échevins.

En sus, cette seigneurie, celle donc dudit seigneur d’Athis, prévalait sur toutes les autres concernant la haute justice. C’est du seigneur d’Athis que la commune d’Athis dépendait directement : à titre d’exemple, précédemment en 1524, il est fait mention d’un lieutenant de mayeur (1er adjoint ou remplaçant du maire, en cas d’absence de ce dernier) du nom de Jacquemart Cordier et de Nicaise Willemart, Jehan de le Bove fils, Jacquemart du Buisson, Michel Deswelz qui en étaient les échevins : ces derniers officiant dans le cadre des intérêts communaux (= le Magistrat, le réel pouvoir communal, se composant d’un mayeur, d’échevins et d’assesseurs) relevaient directement du seigneur d’Athis et étaient élus à la Saint-Jean-Bâptiste, pour un mandat d’une année.
Aussi, comme nous pouvons le constater, certains noms reviennent fréquemment : il y avait en effet, pour certains de ces notables, un cumul de fonctions (ou de casquettes, pour utiliser un terme actuel).

### Le fief et la seigneurie du Ploych (le Plouich) à Athis
Le Ploych ou Plouich à Athis relevait du seigneur duc d’Aremberg, à cause de sa terre de Quiévrain, et consistait en un bois, siège de rente, droit de terrage, droit d’issue et d’entrée. Il se composait d’un bonnier et d’un journel de pré et de quarante-trois huittelées et deux quartiers de terre. Au XVIIIe siècle, Jean Baptiste Philibert baron Du Sart de Molembaix seigneur de Bellignies et par après, sa descendance, détenaient la jouissance de ce fief. Les héritages et le droit de terrage de la consistance de la seigneurie du Ploych furent affermés par bail à Nicolas Lévecque, d’Athis, au rendage (rendement) annuel de 410 livres. Le bois était évalué à 30 livres, l’an. Les menues rentes seigneuriales réduites en argent, portaient 60 livres 8 deniers. Le fief du Ploych à Athis, était confié en arrière-fiefs à quelques particuliers comparçonniers. Ceux-ci, en réglaient annuellement une menue rente seigneuriale comme suit :
- - Le seigneur d’Athis (famille des barons de Reding) y détenait 3 parties d’un héritage en pâture tenant à ses terres, aux rues, au sieur d’Assonville et à Aubert Comiant[45] : rente de 6 rasières[46], 6 chapons, 11 sols et 6 deniers.
  - Le dit seigneur d’Athis précité, y tenait encore 5 quartiers de terre en la Quarte (lieu-dit à Athis), attenant au chemin de Longues Hayes, au lieu-dit pied de vache. La terre attenant aux hoirs Adrien Blareau et aux veuves et hoirs Bastien Fievet : rente de 2 sols et 6 deniers.
  - Nicolas Joseph Colin au lieu de Jean Ronneau (ou, Rougneau) son beau-père, sur sa maison et jardin d’un journel, attenant aux rues, au ruisseau Favart, à Nicolas du Buisson et aux hoirs Gilles Jourdois : rente d’1 vasseau[47].
  - Nicolas du Buisson sur sa maison et héritage, attenant à l’héritage précédent et à la place : rente d’1 vasseau, ½ chapon, 11 deniers oboles.
  - Melchior Baillet, sur sa maison et jardin auprès de l’église St.-Ursmer, attenant aux rues, à Jean Stiévenart, à Michel Jourdois et au Courtil Mo : rente d’1 vasseau, ½ chapon, 11 deniers oboles.
  - Jean Stiévenart sur sa maison et jardin contenant 3 quartiers, attenant aux rues, à Melchior Baillet, et du bout, à la rue Minot : rente de 3 vasseaux, 1 chapon, 23 deniers.
  - Joseph de Sury(e)[48], sur sa maison et jardin, contenant un journel, attenant au-dessus au petit champ des Croix Auduin, aux rues et, à Antoine Jourdois : rente de 2 rasières, 2 chapons 3 sols, 10 deniers.
  - André Cornet et Antoine Godefroy, sur une pâture nommée le paschy Grande Jeanne, attenant au petit champ des Croix Auduin[49], aux rues, au Courtil le Ricq et aux hoirs Albert de Sury(e)[50]: rente de 2 rasières, 2 chapons, 3 sols, 10 deniers.
  - André Cornet, aussi sur 5 quartiers de terre au petit champ d’Athis, attenant à la piedsente (sentier) allant au Fayt (Fayt-le-Franc), passant les terres du seigneur d’Athis, à Aubert Comiant et à Jean Mathieu. : rente d’1 rasière.
  - André Cornet, le même que précité, et Jean Druart, sur une pâture nommée le Cherlieu, attenant à Aubert Comiant, au seigneur d’Athis et au ruisseau (.. du Pont Favart) : rente de 2 rasières, 2 chapons, 3 sols, 10 deniers.
  - Les héritiers Antoine du Buisson, et ceux de Gilles Jourdois, sur leurs maisons et jardin contenant un journel à l’opposite du Château d’Athis, attenant aux rues, au ruisseau (Favart), et à Nicolas Joseph Colin : rente de 2 rasières, 2 chapons, 3 sols, 10 deniers.
  - Le susdits héritiers d’Antoine du Buisson sur 3 huittelées de pâture, attenant au Trieu des Cabliaux, aux veuves et hoirs Jean Colman et à Philippe Lévecque : rente de 3 sols.
  - Aubert Comian(t), sur une partie de son jardin, attenant des deux côtés à lui-même, aux rues et aux veuves et hoirs Adrien Blareau. : rente de 2 rasières, 2 chapons, 3 sols, 10 deniers.
  - Nicolas Lévecque au lieu des héritiers sur sa maison et héritage contenant un journel, attenant au dit Aubert Comian, à François Comian(t), aux rues et aux champs par-dessus. : rente 1 rasière, ½ chapon, 11 deniers oboles.
  - Antoine Joseph Colman et Pierre Colman[51], sur une pièce de terre contenant 3 huittelées et 1 quartier sur la Quarte, attenant au chemin de Longues Hayes, au seigneur d’Athis, à Aubert Comian, et des deux côtés, à la piedsente allant aux pret foeuillet (Chemin du Pré Feuillet à Athis)
  - Les héritiers de Monsieur Dumont (du sieur Dumont de Holdre) sur une paschye (prairie) située à Erquennes, nommée paschy Pottiere, attenant au lieu-dit Posselin dudit Erquennes et à Gilles Delcourt : rente d’1 rasière, 1 chapon et 23 deniers.

Ces archives et parchemins, sont riches d’enseignement pour la connaissance des anciens lieux-dits de la commune que l’on rencontre toujours actuellement sous leur ancienne appellation (Pré Feuillet, la Quarte, Favart,..), ainsi que des mesures locales ou régionales (mesures agraires, monétaires,…) usitées sous l’Ancien Régime. Ils nous relatent aussi les mouvances de fiefs et les passations d’héritages (selon l’évolution économique et sociale), de ces anciennes familles athisiennes dont la descendance, pour la plupart, s’est dispersée avec le temps, hors de la bourgade.

### Les abbayes hainuyères assurent leur présence sur le terroir d’Athis
- L’abbaye bénédictine de Saint-Ghislain assumait incontestablement une présence principale dans la bourgade : le collateur et décimateur de la paroisse d’Athis en était l’abbé, dont la dîme et le terrage lui revenaient. Ses rentes (redevances) étaient signalées en 1711[52], « courtil propre[53] » et « courtil commun » : le courtil propre valait 2 rasières[54] d’avaine (avoine)[55], 2 chapons[56], 1 pain, 2 sols, 6 deniers, 1 jarbe de bled (une gerbe de blé) et 1 jarbe d’avaine (avoine) ; le courtil commun valait 2 rasières d’avaine (avoine), 2 chapons, 1 pain, 3 sols, 9 deniers.

Cependant, d’autres abbayes hainuyères y détenaient quelques possessions non des moindres et ce, depuis des siècles :
- L’abbaye Notre-Dame de Vicoigne (Ordre des Prémontrés) sise à Raismes (près de Valenciennes) détenait déjà des terres à Athis depuis le XIIIe siècle[57]. En effet, l’évêque de Cambrai confirma en date du 23/10/1275, la donation à l’abbaye de Vicoigne par Nicolas de Thulin de tous ses biens sous réserve d’usufruit, à Athis, mais aussi à Audregnies, Blaugies, Dour, Élouges et Erquennes[58].

- Aussi, l’abbaye du Val-des-Ecoliers[59], sise à Mons, détenait plusieurs possessions et héritages sur le terroir athisien. Les « archives locales d’Athis »[60], entreposées aux Archives de l’État à Mons, mentionnent plusieurs possessions (prés, héritages, huittelées,..) de cette abbaye sur le territoire communal, telles les inscriptions reprises dans l’assiette de XXe de l’année 1635 audit Athis..[61]

- Également, l’abbaye bénédictine Saint-Pierre d’Hautmont, sise près de Maubeuge, assurait sa présence largement possessionnée sur le terroir d’Athis et les bourgades environnantes telles, Dour, Blaugies, Fayt-le-Franc, Elouges. Rien qu’à Athis, en l’année 1758 d’après un bail établi pour 9 années, entre le père-abbé d’Haumont et Melchior, Philippe, Jean-Baptiste et Anne Françoise Cantineau résidant tous à Athis, l’abbaye se réservait «.. Deuxième royage (celui d’Athis), .. 43 huittelées de terres labourables et prairies tenant au chemin de Dour allant à Athis, attenant (aux terres de..) aux hoirs Albert de Surie et à Antoine Colman au lieu du Sieur Dumont de Holdre… »[62] Déjà en 1606, une lettre de cense à Athis, répertoriée dans les archives de cette abbaye, mentionne des membres de la famille Cantineau qui y sont censiers. En 1630, les moines d’Hautmont achètent en sus, à Athis, une maison avec grange (cense) établies au profit de Jean Cantineau, qui en tiendra l’exploitation[63]. C’était l’époque également où Louis XIV envahit le Hainaut avec ses troupes et que le père-abbé d’Haumont, Pierre Cantineau (abbatiat 1676-1710)[64], refusa longuement d’obtempérer aux injonctions et nouvelles taxations de l’envahisseur, tout roi qu’il fut.

- L’hôpital St.-Nicolas de Mons possédait des héritages également à Athis : dans le Cartulaire de l’année 1711, des rentes dues à l’abbaye de Saint-Ghislain, ledit hôpital est mentionné comme détenant 7 parties (parcelles de terre, demeure, courtil,..) et réglant une menue rente annuelle sur ceux-ci[65].

## Patrimoine et culture

### Patrimoine architectural

#### Patrimoine religieux
La paroisse Saint-Ursmer d’Athis, sous l'ancienne juridiction dépendait du diocèse de Cambrai, du décanat de Bavay, et le collateur en était l’abbé de l’abbaye bénédictine de Saint-Ghislain. La dîme et le terrage appartenaient à ladite abbaye. Depuis 1802, la paroisse fait partie du diocèse de Tournai et fut confirmée en 1842 comme paroisse autonome de celle de Fayt-le-Franc.
- Église Saint-Ursmer d'Athis. L'autel de l'église fut donné en 1110 par l'abbaye de Saint-Ghislain au nom d’Odon, évêque de Cambrai. L'altar (autel), désignait le titre paroissial, la charge de curé responsable de la paroisse avec les biens et profits affectés à cette charge. L'altar se distinguait de l'ecclésia, par lequel on entendait l’église paroissiale, avec ses revenus et le droit de patronage (jus patronatus, consistant en un droit de présentation du candidat desservant à l'autorité diocésaine) attaché à cette église[66]. À la fin du XIIe siècle, Athis est englobé par Fayt-le-Franc, cité comme simple chapelle le 4 avril 1183 et comme paroisse entière en 1302[67]. L’église paroissiale, consacrée à saint Ursmer et sise sur un emplacement entre la rue de la Bourgeoisie et la rue d’Athis, est de style ogival hennuyer du XVIe siècle ; cependant, la nef gothique a été élargie à la fin du XVIIIe siècle par l’adjonction de collatéraux à baies en plein cintre, qui depuis lors déterminent visuellement l’ensemble. La tour occidentale, datant du début du XIIIe siècle, est romane[68], avec remploi de moellons de grès équarris du XIIIe siècle ; une autre partie de l’édifice date du XVIIIe siècle. Ses fonts baptismaux, en pierre bleue, datent du XVe siècle.

L'église comporte une triple nef de trois travées sur colonnes et chapiteaux hainuyers du XVIe siècle. Le chœur également du XVIe siècle, est édifié en pierres appareillées dont la voûte contient des compartiments nervés en chêne et est soutenu par des semelles de poutre de bois sculpté représentant quelques personnages : un rabbin, un prophète, un roi, saint Pierre, saint Jean l’Évangéliste et un bouffon. Une église charmante aux styles divers, dont le gothique, marquée par les étapes de ses reconstructions à travers les âges, mais avec un modèle de rénovation contemporaine. À l’intérieur de l’église se rencontre quelques pierres tombales du XVIIe s., de ses anciens seigneurs telles celle d'Ignace de le Tenre, écuyer et seigneur d’Athis, décédé en l’année 1674 ainsi que de quelques mayeurs de la bourgade. L’inscription sur la cloche date de 1781.
- Ancienne chapelle du fief et de la seigneurie du Ploych à Athis, datant de la fin du XVe et début du XVIe s. : elle se situe à l'entrée de la rue du Grand Coron en allant vers le bois de Rampemont. Ses murs hexagonaux menacent ruine.

#### Patrimoine civil
Athis, sous l'ancienne juridiction (Ancien Régime) dépendait de la prévôté de Mons.
- Château seigneurial d'Athis. On y voyait autrefois un château du XVIIe s. d'après son architecture, connu sous le nom de fief et seigneurie du Ploych ou du Ploich, du Plouich, du Ploui(c)k ou encore, du Plouÿck, dépendant de la baronnie de Quiévrain. En 1659, il était habité par Antoine du Buisson[73], mayeur dudit Athis, et désigné dans un parchemin comme seigneur du Ploych. Au XIXe s., le château est en ruines et inhabité.

## Économie

### Population, activités, transports
La bourgade, de type rural à l’habitat dispersé et vouée depuis des lustres à l’agriculture, avait eu cependant deux activités artisanales caractéristiques : des tisserands y furent implantés du XVIe au XIXe siècle, tandis que deux saboteries fonctionnaient encore avant la dernière guerre 1940-45. Cependant, depuis quelques décennies, la commune vit s’implanter des secondes résidences (villégiatures) et des résidences principales de frontaliers. Athis fut desservi à partir de 1896, au lieu-dit La Garde, par le chemin de fer vicinal de Boussu à la frontière française (Erquennes, Fayt-le-Franc) par Dour et Blaugies. Des fours à chaux et un tordoir d’huile (moulin d’Athis) sont mentionnés dès le XVe siècle.
La population d’Athis culmina dans le dernier quart du XIXe siècle en passant les 583 âmes en 1880. (époque de la révolution industrielle et de l’exploitation intensive des charbonnages non loin de Dour, bourgade voisine d’Athis).
En 1970, on ne comptait plus dans l’agriculture que 10 % de la population active de la commune (12 personnes sur 125), le reste étant employé dans d’autres localités par diverses entreprises.
- Les parchemins dénombrent sur le territoire d’Athis, au Moyen Âge et à la Renaissance[74]:
  - en 1406 : 22 foyers ou, feux (ou, cheminées) d’habitants ;
  - en 1469 : 28 foyers ou, feux (ou, cheminées) d’habitants ;
  - en 1541 : 9 foyers de laboureurs (11 cheminées recensées), 18 foyers de gens aisés (22 cheminées recensées) et, 8 foyers de pauvres (8 cheminées), soit un total de 35 foyers ou feux (et 41 cheminées).

Note : par foyers, ou feux, il faut comprendre le dénombrement de demeures (cheminées) en foyers familiaux (regroupement de familles, sous l’autorité généralement d’un patriarche ou responsable de familles alliées).
- Au début du XVIIIe siècle, d’après un dénombrement sur le territoire d’Athis :

En 1711, 44 familles (familles au sens large du terme, comprenant tant les frères et sœurs et leurs conjoints, les cousins, etc., portant un même patronyme ou liés par alliance) se départageaient le territoire d’Athis avec les parcelles du curé de Fayt, du curé de Boussu, de celles de l’église d’Athis, de l’église de Fayt-le-Franc, de la chapelle Notre-Dame du Fayt, de celles des pauvres d’Athis, des pauvres des quatre villes (Blaugies, Dour, Elouges, Fayt ?), de celles de la ministérie d’Audregnies, de l’abbaye bénédictine St.-Pierre d’Haumont, et de l’hôpital St.-Nicolas de Mons. Les familles pauvres d’Athis n’étant pas reprises nominativement dans ce relevé de l’abbaye de Saint- Ghislain de l’année 1711, ce chiffre des 44 familles est donc non exhaustif.
- Après la Révolution française de 1789 et ses répercussions en Hainaut et la révolution belge de 1830, la population évoluera en croissance, pour se ralentir et décroître au début du XXe siècle (migration des populations vers les villes et centres industriels, facilitée par les transports)[76] :

## Source
- Bulletin des séances du Cercle Archéologique de Mons, Notes sur quelques communes du canton de Dour : Athis, (par M. T.-A. Bernier) 2e série, 1er bulletin, Imprimerie Dequesne-Masquelier, Mons, juillet-septembre 1866, pp. 313-317.
- Comte du Chastel de la Howarderie-Neuvireuil, Notes historiques et généalogiques sur la commune d’Aymeries et la famille d’Aymeries dite d’Aumerie : Chapitre XXIII, Notes pour servir aux histoires et généalogies des fiefs et familles du nom d’Attiches, Vasseur-Delmée, Libraire-éditeur, Tournai, année 1900, pp.212-217.
- Eugène De Seyn, Dictionnaire Historique et Géographique des Communes belges, T.1, (3e éd.) Établissements Brepols s.a., Turnhout, 1948, pp. 59-60.
- Joseph Désiré Sigart, Glossaire étymologique montois, ou dictionnaire du wallon de Mons et de la plus grande partie du Hainaut, 2e édition, Typographie de Ch. et A. Vanderauwera, Bruxelles, 1870.
- Université Catholique de Louvain, (Louvain-la-Neuve), Fonds Eugène Cornet, XIIIe-XVIIIe s., archives de pièces originales de Fonds privés, inventaires n° 435, 436, 438 (J.-B. Ph. Baron du Sart, années 1753, 1763, 1769) dressés par Françoise Mirguet, Louvain-la-Neuve, 1983.